# Nothausen
Nothausen war ein Ort von ehemals 107 Bewohnern der Gemeinde Reichshof im Oberbergischen Kreis im nordrhein-westfälischen Regierungsbezirk Köln in Deutschland.

## Lage und Beschreibung
Der Ort liegt nördlich der Wiehltalsperre, die nächstgelegenen Zentren sind Gummersbach (15 km nordwestlich), Köln (64 km westlich) und Siegen (39 km südöstlich).

## Geschichte
1487 wurde der Ort das erste Mal urkundlich erwähnt: „Hynch van Nothuyssen ist aufgeführt in der Darlehnsliste für Hz. Wilhelm III. v. Berg.“ 
Die Schreibweise der Erstnennung war Nothusyssen.
Der Ort lag im Wasserschutzgebiet um die Wiehltalsperre. Im Zuge des Baus der Stausees wurden die Häuser vom Aggerverband aufgekauft und bis auf ein Gebäude abgerissen.
| Bevölkerungsentwicklung | Bevölkerungsentwicklung |
| Jahr                    | Einwohner               |
| ----------------------- | ----------------------- |
| 1991                    | 2                       |
| 2005                    | 0                       |
| 2006                    | 0                       |
| 2008                    | 0                       |
| 2017                    | 0                       |
| 2018                    | 0                       |
| 2019                    | 0                       |